# Reciclaje de electrodomésticos

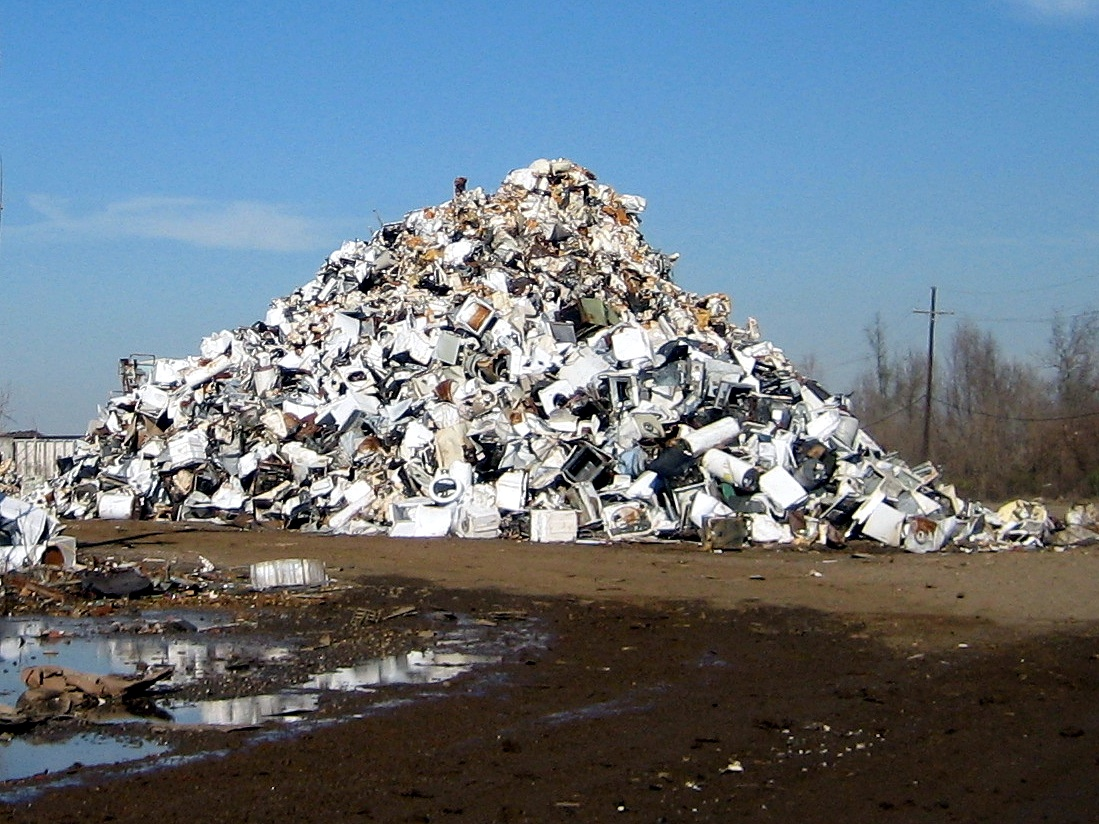
Nueva Orleans después del huracán Katrina: montones de electrodomésticos destrozados con algunos automóviles destrozados mezclados, esperando ser desguazados

El reciclaje de electrodomésticos es el proceso de desmantelar los electrodomésticos de desecho y sus partes para su reutilización. El reciclaje de artefactos para su propósito original u otros, implica el desmontaje, remoción de componentes peligrosos y destrucción del equipo para recuperar materiales, generalmente por trituración y clasificación. La velocidad a la que se desechan los electrodomésticos ha aumentado con los avances tecnológicos. Esta correlación conduce directamente a la cuestión de la eliminación adecuada. Los principales tipos de electrodomésticos que se reciclan son televisores, refrigeradores, aires acondicionados, lavadoras y computadoras. Cuando los electrodomésticos se reciclan, pueden considerarse recursos valiosos. Si se desechan de manera inadecuada, los electrodomésticos pueden volverse dañinos para el medio ambiente y envenenar los ecosistemas.
La fuerza de la legislación de reciclaje de electrodomésticos y el porcentaje de electrodomésticos reciclados varía en todo el mundo.

## Desmontaje
Una parte clave del reciclaje de electrodomésticos es el desmontaje manual de cada producto. El desmontaje elimina los componentes peligrosos y clasifica las piezas reutilizables. Los procedimientos varían y dependen del tipo de aparato. La cantidad de componentes peligrosos que se pueden eliminar también depende del tipo de aparato. Las bajas tasas de eliminación de componentes peligrosos reducen la reciclabilidad de materiales valiosos. Cada tipo de aparato tiene su propio conjunto de características y componentes. Esto hace que la caracterización de los aparatos sea esencial para clasificar y separar piezas. La investigación sobre el desmantelamiento de electrodomésticos se ha convertido en un área activa, con la intención de ayudar al reciclaje a alcanzar la máxima eficiencia.

### Clasificación
Existe un cierto proceso que se utiliza para recuperar materiales de los electrodomésticos. Las piezas se quitan generalmente en orden de mayor a menor. Primero se extraen los metales y luego los plásticos. Los materiales se clasifican por tamaño, forma o densidad. El dimensionamiento es un buen medio de clasificación para acelerar el procesamiento futuro. También clasifica las fracciones que muestran composición. Los materiales informan en fracciones más grandes o más finas según la dimensión original, dureza o fragilidad. La clasificación de formas contribuye a la dinámica del material. La clasificación por densidad es importante a la hora de determinar el uso de un material.

### Ejemplo
Las baterías y el cobre se clasifican primero con fines de control de calidad. Luego se compactan los materiales. A continuación, el hierro y el acero (metales ferrosos) se extraen mediante electroimanes. Se recogen y se preparan para la venta. Luego, los metales se separan de los no metales mediante corrientes parásitas. Las corrientes de Foucault se crean mediante campos magnéticos que se alternan rápidamente, lo que induce a los metales a alejarse de los no metales. Luego, la separación de agua se utiliza para separar plásticos y vidrio de placas de circuitos y cables de cobre. Luego se venden las placas de circuito y el contenido de cobre. Los plásticos y el vidrio se compactan aún más para su reutilización.

## Reciclaje por región
Aunque el reciclaje de electrodomésticos es relativamente nuevo, varios países han promulgado leyes y regulaciones sobre desechos eléctricos. Los primeros países en establecer el reciclaje de electrodomésticos fueron Japón, Suiza, Suecia, Países Bajos y Alemania.

### Unión Europea
En 2003, la Directiva de Residuos de Aparatos Eléctricos y Electrónicos (WEEE) pasó a ser ley europea. Establece objetivos de recogida, reciclaje y recuperación para todo tipo de material eléctrico.

### Japón
En las décadas de 1950 y 1960, Japón ya se había convertido en un importante productor de electrodomésticos. Las primeras iniciativas para reciclar se lanzaron en los años 70. Debido a los costos, el desmontaje fue difícilmente realizable. La Ley de reciclaje de electrodomésticos se promulgó en 1998 y entró en vigor en 2001, y el reciclaje de residuos eléctricos se convirtió en un requisito legal en virtud de la Ley de reciclaje de electrodomésticos específicos y la Ley de promoción de recursos de utilización efectiva. Los fabricantes de electrodomésticos ahora deben financiar el reciclaje de sus productos. La Asociación de Electrodomésticos para el Hogar es un grupo comercial que se encarga de los productos huérfanos.

### China
China produce una proporción significativa de los electrodomésticos del mundo e importa una gran cantidad de electrodomésticos de desecho. No ha habido mucho progreso en la eficiencia del reciclaje de electrodomésticos. El desmantelamiento y procesamiento no desarrollado de China ha dado lugar a niveles elevados de productos químicos tóxicos en los sitios de electrodomésticos de desecho cercanos.

### Estados Unidos
Estados Unidos es el mayor productor de desechos de electrodomésticos en el mundo. Sin embargo, todavía no existe una ley federal que exija el reciclaje de electrodomésticos y su legislación varía de un estado a otro. A nivel estatal, se han implementado muchos programas obligatorios de recuperación electrónica. También hay varios recicladores de electrodomésticos comerciales.

#### California
En 2003, se firmó la Ley de reciclaje de desechos electrónicos de California . Estableció un nuevo programa para que los consumidores devuelvan, reciclen y garanticen la eliminación segura y ecológica de los dispositivos de visualización de video, como televisores y monitores de computadora, que son desechos peligrosos cuando se desechan. En 2005, los consumidores comenzaron a pagar una tarifa de 6 a 10 dólares al comprar un dispositivo electrónico. Esta se utiliza para pagar a los recolectores y recicladores de desechos electrónicos para cubrir el costo de gestión de los desechos electrónicos. La EWRA clasifica los desechos electrónicos dividiendo los productos en dos categorías: dispositivos electrónicos y dispositivos electrónicos cubiertos. Solo los dispositivos electrónicos cubiertos (CED) están incluidos en la EWRA, sin embargo, todos los dispositivos electrónicos deben tomar medidas de reciclaje. Los CED incluyen televisores y computadoras que tienen pantallas LCD o contienen tubos de rayos catódicos.

### Australia
Hay varios recicladores de electrodomésticos comerciales en Australia. Algunas organizaciones que eliminan los aparatos de desecho y ofrecen reembolsos patrocinados por el gobierno. Algunos minoristas, incluidos Appliances Online, eliminan y reciclan los electrodomésticos viejos de los clientes.

### Nueva Zelanda
En Nueva Zelanda se está presionando para mantener los electrodomésticos viejos y los desechos electrónicos fuera de los vertederos, sin embargo, hay poca legislación para prevenir esto. Como en Australia, hay empresas como el fabricante Fisher y Paykel que eliminan los electrodomésticos de desecho y los reciclan.

## EPR
La responsabilidad ampliada del productor (EPR) se define como una estrategia de protección medioambiental que hace que el fabricante del aparato sea responsable de todo su ciclo de vida y, en especial, de la "recogida", el reciclaje y la eliminación final del producto. Esencialmente, los fabricantes ahora deben financiar el tratamiento y el reciclaje de productos. Los países en los que se ha adoptado esta estrategia para los aparatos de desecho son: Suiza (1998), Dinamarca (1999), Países Bajos (1999), Noruega (1999), Bélgica (2001), Japón (2001), Suecia (2001) y Alemania (2005), pero también se ha ampliado a través de la legislación en algunos países de América del Sur como Argentina, Brasil, Colombia y Perú. Los países en los que se ha establecido EPR desde hace mucho tiempo demuestran que la combinación de legislación gubernamental y prácticas sólidas de la empresa puede producir una mayor tasa de recuperación y reciclaje. Un ejemplo de esto es Sony Corporation en Japón, que logró una tasa de reciclaje del 53%.  Otras formas en que los países abordan el tema de los aparatos de desecho es ofreciendo instalaciones de reciclaje o prohibiendo la importación. Casi todos los países, al menos ofrecen instalaciones que ayudan en el reciclaje de electrodomésticos. Muchos implementan la responsabilidad ampliada del productor, además de las instalaciones de reciclaje.